# Grafschaft Vitry
Die Grafschaft Vitry, gelegen im Nordosten Frankreichs im Westen des heutigen Départements Marne mit dem Hauptort Vitry, dem späteren Vitry-le-Brûlé und Vitry-en-Perthois (das heutige Vitry-le-François in unmittelbarer Nähe ist eine Gründung von König Franz I., nachdem das ursprüngliche Vitry zerstört worden war), war eine der Grafschaften im Besitz jener Familie, die auch die Grafschaft Valois besaß. Durch Erbschaft gelangte sie über die Grafen von Vermandois (aus dem Haus der Karolinger) an die Grafen von Champagne und ging dann in diesem neuen Territorium auf.

## Grafen von Vitry
- Etienne (Stephanus) I († 1020), Graf von Meaux, Troyes und Vitry, Sohn des Grafen Heribert des Jüngeren von Meaux, Troyes, Provins († 28. Januar 995) (Karolinger)

- Raoul III., † 1074, Graf von Valois, Crépy und Vitry (um 1050) (Erstes Haus Valois)
- Simon, † 1080, Graf von Valois etc., Graf von Vitry, tritt 1077 zurück

Im Jahr 1077 trat Simon einem Kloster bei, seine Besitzungen wurden verteilt. Valois ging an seinen Schwager Heribert IV. von Vermandois, Amiens das Bistum Amiens und das Vexin an den König, der es mit dem Herzog der Normandie teile. Bar-sur-Aube und Vitry wurden von Theobald III. von Blois besetzt.
- Hugo I. (* um 1074, † 1126), Sohn von Theobald III. von Blois und Meaux und Adele von Valois, 1093 Graf von Troyes, Vitry und Bar-sur-Aube, nennt sich Graf von Champagne

- Heinrich I. (1126–1181), Sohn des Grafen Theobald II. von Blois und Champagne, Graf von Vitry und Bar-sur-Aube 1149, Graf von Champagne 1152

## Burggrafen von Vitry
Neben den Grafen von Vitry gab es die Burggrafen von Vitry, die durch Erbschaft an die Grafschaft Rethel gelangten. Vitry selbst blieb dann bei einer jüngeren Linie.
- Eudes, Herr (Burggraf) von Vitry († 1158) ⚭ Mathilde von Rethel, Tochter des Grafen Hugo I. und Schwester des Königs Balduin II. von Jerusalem
- Withier, († 1171), deren Sohn, Graf von Rethel und Herr von Vitry; ⚭ Beatrix, Td Grafen Gottfried von Namur († 1160)
- Henri, deren jüngerer Sohn († 1191) Herr von Vitry; ⚭ Helvis
- Hugues, deren Sohn († 1239) Herr von Vitry; ⚭ Agnès
- Robert, deren Sohn († 1254) Herr von Vitry und Sommevesle; ⚭ 1. Jeanne; ⚭ 2. Guillemine de Dampierre
- Robert, dessen Sohn († 1275) Herr von Vitry; ⚭ Marguerite